# Патріярхат
«Патріярхат» (англ. «The Patriarchate») — журнал, суспільно-релігійне аналітичне видання Української греко-католицької церкви. Засноване в 1967 році в Америці Українським патріархальним товариством.

### Історія
У травні 1967 року Товариство «За патріархальний устрій Української Католицької Церкви» (засноване 1963 року у США з метою втілення патріархальних ідей Блаженнішого Йосифа Сліпого) видало перший номер свого інформаційного бюлетеня «За Патріярхат».
До 1972 року бюлетень був квартальним виданням Товариства і виходив у Філадельфії. А з 1972 року до 2002 року журнал уже виходив щомісяця.
Перший редактор — Степан Процик (офіційно це вказано щойно у №2, 1968). Він редагував «За Патріярхат» до №7, 1974. Після нього видання готували колегіально: Василь Пасічняк, Леонід Рудницький та Михайло Топорович. У цей час адреса редакції — містечко Моррістаун (Нью-Джерсі).
З першим номером 1977 року редакцію очолює згаданий Василь Пасічняк, а вже третій номер цього ж року видає Микола Галів, який спочатку — виконувач обов’язків і, щойно з шостого номера 1979 року й аж до 2002 року — головний редактор.
Десять років журнал виходив під назвою «За Патріярхат». З приходом нового головного редактора у 1977 році назву журналу було змінено на «Патріярхат». Тоді ж редакцію перенесли до Нью-Йорка.
У 2002 році редакцію видання перемістили в Україну, до Львова. Новим редактором стає Петро Дідула, який працював над «Патріярхатом» до 2009 року.
З третім номером 2009 року новим редактором став  Анатолій Бабинський, який залишив цю посаду в травні 2018. Новим редактором став Володимир Мороз, Ph.D.
У святкуванні 45-ліття журналу у Львові взяв участь провідний ватиканіст англомовного світу Джон Аллен (John L. Allen Jr.). 

### Тематика
Засновуючи журнал Патріярхальне товариство мало на меті якнайширше інформувати світову українську громадськість про перебіг доволі складного діалогу між ватиканськими чиновниками та Патріархом Йосифом Сліпим у справі визнання за Українською католицькою церквою права на самоуправність — Патріархат. Крім цього чимало обсягу видання присвячувало внутрішньому протистоянню прихильників та противників патріархальної ідеї. Особливої уваги редакція надавала проблемам асиміляції українців, латинізації чи теж русифікації.
Упродовж «українського» періоду діяльності журнал вибирає матеріали за двома основними напрямками: поглиблення у читача розуміння церковної ідентичності Київської Церкви в сопричасті з Римом на тлі життя й історії інших Східних церков та аналіз суспільно-релігійних подій сьогодення.
Часопис виходить кожні два місяця та містить аналітику, коментарі та огляди важливих подій із життя церков Київської традиції.

### Сучасний стан

###### Редакційна рада
Голова редакційної ради – д-р. Андрій Сороковський (Голова Українського патріархального товариства в США)
Рома М. Гайда
Петро Дідула,
Люба Кіндратович,
Роман Кравець,
Леся Крип’якевич,
Мирослав Маринович,
Ігор Матушевський,
о. Петро Галадза,
д-р Леонід Рудницький,
Богдан Трояновський

###### Редакція
Володимир Мороз – головний редактор
Лідія Мідик – помічник головного редактора

## Зв'язок
У США:
THE PATRIARCHATE
P. O. BOX 285, Cooper Station
New York, N.Y.10276
В Україні:
«ПАТРІЯРХАТ»
Україна, м. Львів 79000
пл. Св. Юра, 5
(Україна, м. Львів 79044, п/с 8881)